# Bart van Brakel
Bart van Brakel (Wageningen, 5 april 1987) is een Nederlands voormalig voetballer die bij voorkeur als middenvelder speelde. Hij speelde van 2007 tot en met 2014 voor achtereenvolgens N.E.C., FC Eindhoven, FC Den Bosch, SC Cambuur en FC Oss. Van Brakel is een zoon van voormalig FC Wageningen-speler Henk van Brakel.

## Carrière
Medio maart 2007 tekende Van Brakel een contract voor één seizoen bij N.E.C., zijn eerste contract bij een profclub. Vanaf het seizoen 2007-2008 kreeg de Wageninger de kans om zich definitief bij de selectie te spelen van deze club. Na dat seizoen besloot N.E.C. het contract niet te verlengen. FC Eindhoven contracteerde Van Brakel vervolgens voor één seizoen, met een optie voor een extra jaar.
Van Brakel werd in september 2014 op amateurbasis toegevoegd aan de selectie van FC Oss. Op de tiende van die maand stopte hij echter compleet met betaald voetbal, naar eigen zeggen vanwege een tekort aan ambitie in vergelijking met zijn medespelers. Begin 2015 sloot hij na een stage aan bij DOVO in de Zaterdag Hoofdklasse A. Medio 2017 ging Van Brakel naar DUNO. Daar zwaaide hij medio 2022 af met een degradatie uit de Hoofdklasse.
| Seizoen | Club         | Wedstrijden | Goals | Competitie     |
| ------- | ------------ | ----------- | ----- | -------------- |
| 2007/08 | N.E.C.       | 4           | 0     | Eredivisie     |
| 2008/09 | FC Eindhoven | 32          | 1     | Eerste divisie |
| 2009/10 | FC Eindhoven | 35          | 1     | Eerste divisie |
| 2010/11 | FC Eindhoven | 25          | 1     | Eerste divisie |
| 2011/12 | FC Den Bosch | 30          | 3     | Eerste divisie |
| 2012/13 | FC Den Bosch | 32          | 3     | Eerste divisie |
| 2013/14 | SC Cambuur   | 8           | 0     | Eredivisie     |
| 2014/15 | FC Oss       | 0           | 0     | Eerste divisie |